# Chinois en Roumanie
Les Chinois de Roumanie constituent l'une des plus petites minorités de Roumanie.

## Histoire des migrations
La Chine et la Roumanie ont une histoire de plusieurs décennies d’échanges économiques et culturels au sein du bloc communiste. L'ancien dirigeant chinois Jiang Zemin a vécu quelque temps en Roumanie et parlait roumain. Cependant, l’immigration chinoise massive vers le pays n’a commencé que dans les années 1980 et 1990, composée principalement de commerçants indépendants. Plus tard, au début des années 2000, alors que la Roumanie commençait à souffrir de pénuries de main-d'œuvre en raison de l'exode de sa population vers l'Europe occidentale, elle a importé des travailleurs migrants de Chine.

## Données démographiques
Selon le recensement de 2011, il n'y avait que 2 017 Chinois en Roumanie. Toutefois, les médias populaires donnent des estimations bien plus élevées. Un rapport de l'International Herald Tribune de 1998 indiquait qu'il y avait entre 10 000 et 40 000 Chinois dans le pays. Une estimation ultérieure publiée par l'agence de presse officielle chinoise Xinhua en 2004 affirmait également qu'il y en avait jusqu'à 10 000. Le journal roumain Adevărul a déclaré en 2005 qu'il y en avait environ 4 000 ou 5 000, ce qui, selon lui, représente également une diminution par rapport aux années 1990, où il aurait pu y en avoir 20 000. La plupart sont des hommes originaires de Wenzhou et du Henan. Certains travailleurs migrants sont également venus du Jilin et du Shandong. Ils sont concentrés à Bucarest, notamment dans le quartier Colentina du secteur 2. La plupart sont déjà mariées au moment de leur arrivée, mais il existe également des familles mixtes sino-roumaines (environ 500 selon Adevărul).

## Entreprise et emploi
Le China Daily estimait en 2009 que 3 000 Chinois en Roumanie étaient des travailleurs migrants travaillant dans les secteurs du textile, de la construction navale, de la construction et de l'agriculture. En raison du ralentissement économique mondial, beaucoup ont perdu leur emploi et ont demandé l'aide de l'ambassade de Chine pour rentrer chez eux. En février 2009, 209 travailleurs chinois avaient été rapatriés, et 150 autres suivraient. La Roumanie compte également quelques petits commerçants chinois, qui ont commencé à affluer dans le pays dès 1989. Ils achètent des produits à crédit auprès d'usines publiques situées dans leurs provinces d'origine et les revendent en Roumanie.
Les businessman chinois, en particulier les femmes, deviennent souvent la cible de vols. Les voleurs se montrent familiers avec les habitudes et les horaires de leurs victimes. Les médias chinois suggèrent que les criminels locaux sont responsables d’une vague croissante de criminalité. Cependant, un rapport des médias roumains affirme qu'une grande partie du crime est due aux activités de la mafia chinoise qui gère le trafic de migrants et le racket de protection, et qu'elle a assassiné plus de 20 Chinois entre 1993 et 2001.

## Médias
Un journal en langue chinoise destiné aux migrants chinois en Roumanie, Chinezii din Roumanie (旅罗华人报) a été créé à Bucarest en 1999. Depuis 2005, il était publié sur une base hebdomadaire avec 20 pages et avait un tirage de 500 exemplaires. Son rédacteur en chef est Li Jianhua (李建华), qui réside en Roumanie depuis 1995. Outre celui-ci, il existe également trois autres journaux chinois en Roumanie.

## Sources et références
1. 1 2 3 4 5  « Adevarul - Chinezii din Romania - polul est-european al civilizatiei asiatice », sur web.archive.org, 24 octobre 2008 (consulté le 8 juillet 2024).
2. ↑  « A meeting of 2 good friends » [archive du 21 mai 2010] (consulté le 4 février 2011).
3. ↑  (en) Peter S. Green, « https://www.nytimes.com/1998/12/26/business/worldbusiness/26iht-roman.t.html » , sur nytimes.com, 26 décembre 1998 (consulté le 8 juillet 2024).
4. ↑  (en-GB) « Chinese in Romanian job protest », Journal,‎ 25 janvier 2007 (lire en ligne, consulté le 8 juillet 2024)
5. ↑  « recensamantromania.ro/wp-conte… »(Archive.org • Wikiwix • Archive.is • Google • Que faire ?).
6. 1 2  (en-US) Peter S. Green et International Herald Tribune, « Chinese Find Romania No Land of Gold », The New York Times,‎ 26 décembre 1998 (ISSN 0362-4331, lire en ligne, consulté le 8 juillet 2024)
7. 1 2  « 旅居罗马尼亚华人约有一万 当地姑娘爱嫁中国男人 », sur web.archive.org,‎ 24 octobre 2008 (consulté le 8 juillet 2024).
8. 1 2  « Chinese workers in Romania seek help - Chinadaily.com.cn », sur chinadaily.com.cn (consulté le 8 juillet 2024).
9. ↑  « 一个月内多华商被抢 罗马尼亚华人忧心治安恶化-搜狐新闻 », sur news.sohu.com (consulté le 8 juillet 2024).
10. ↑  « 罗马尼亚《旅罗华人》 » , sur web.archive.org,‎ 9 septembre 2005 (consulté le 8 juillet 2024).